# Murosternum
Murosternum is een kevergeslacht uit de familie van de boktorren (Cerambycidae). De wetenschappelijke naam van het geslacht werd voor het eerst geldig gepubliceerd in 1894 door Jordan.

## Soorten
Murosternum omvat de volgende soorten:
- Murosternum latefasciatum Breuning, 1938
- Murosternum mocquerysi Jordan, 1894
- Murosternum molitor Jordan, 1894
- Murosternum paramolitor Breuning, 1968
- Murosternum pentagonale Jordan, 1894
- Murosternum pulchellum (Dalman, 1817)